# Toledo, St. Louis and Western Railroad
Le Toledo, St. Louis and Western Railroad, souvent abrégé TStL&W et usuellement appelé the Clover Leaf, est un chemin de fer américain de classe I en opération dans le nord-ouest de l'Ohio, le centre-nord de l'Indiana, et le centre-sud de l'Illinois, durant la fin du XIXe et début du XXe siècle.

## Les prédécesseurs
Le Toledo, Cincinnati and St. Louis Railroad apparut en février 1881 à la suite de la consolidation de plusieurs lignes à voies étroites reliant Toledo, Cincinnati, Ohio, et Saint-Louis, Missouri.
La construction de la ligne Toledo – St. Louis durant presque 10 ans. Elle débuta en 1874 avec le  Toledo & Maumee qui réalisa une ligne de 11 km à écartement étroit longeant le Miami & Erie Canal dans Toledo. Après avoir construit 14 sections, la dernière portion entre Charleston et St. Louis fut achevée en 1882. L'exploitation de cette ligne était difficile et elle souffrait de problèmes d'ingénierie.
À la suite de difficultés financières, il se réorganisa le 12 juin 1886 sous le nom de Toledo, St. Louis and Kansas City Railroad, amputé de sa ligne vers Cincinnati. C'est à cette époque qu'il fut surnommé Clover Leaf. Au cours des 3 années qui suivirent, il élargit ses voies à l'écartement standard: d'abord entre Toledo et Frankfort, puis entre Frankfort et St. Louis.  
Le Toledo, St. Louis and Kansas City Railroad incluait les compagnies suivantes :
- Toledo, Dupont and Western Railway dans l'Ohio
- Bluffton, Kokomo and Southwestern Railroad dans l'Indiana
- Toledo, Charleston and St Louis Railroad dans l'Illinois

Le Toledo, St. Louis and Kansas City fut réorganisé en 1900, et rebaptisé Toledo, St. Louis and Western Railroad.

## Le Toledo, St. Louis and Western Railroad
Il exploitait un réseau de 725 km entre Toledo et East St. Louis. Le Clover Leaf était confronté à des frais généraux élevés, de faibles profits, et une forte concurrence. Ces facteurs empêchèrent la croissance du Clover Leaf, tandis que ses concurrents faisaient  fortune. 

## Le Nickel Plate
Le New York, Chicago and St. Louis Railroad, alias le "Nickel Plate", racheta le Clover Leaf le 28 décembre 1922, ce qui lui permit d'atteindre St. Louis après 40 ans d'attente,.